# Tilden Prize
Der Tilden Prize ist eine seit 1939 jährlich verliehene Auszeichnung für Leistungen in der Chemie der Royal Society of Chemistry (RSC). Er ist mit einer Medaille verbunden und mit 5000 Pfund dotiert. Es können bis zu drei Preise pro Jahr vergeben werden. Der Preis ist mit einer Vortragsreise durch britische Universitäten verbunden. Empfänger müssen Mitglieder der RSC sein.
Sie ist nach dem britischen Chemiker William A. Tilden benannt.

## Preisträger
- 1939 Edmund Hirst, Leslie Sutton
- 1940 Harry Melville, Alexander R. Todd
- 1941 Harry Julius Emeléus, Robert Downs Haworth
- 1942 Ronald P. Bell, John Mason Gulland
- 1943 Frederick George Mann, Harold Warris Thompson
- 1944 Wilson Baker, John Monteath Robertson
- 1945 Edward David Hughes, William Alexander Waters
- 1946 Albert Ernest Alexander, Maurice Stacey
- 1947 Ernest Gordon Cox, Ewart Jones
- 1948 C. E. H. Bawn, Frederick Ernest King
- 1949 Meredith Gwynne Evans, Frank Stuart Spring
- 1950 Frederick Dainton, Francis Leslie Rose
- 1951 Charles Coulson, Donald Holroyde Hey
- 1952 Derek Barton, Herbert Marcus Powell
- 1953 John Stuart Anderson, Alan Woodworth Johnson
- 1954 Michael J. S. Dewar, Christopher Longuet-Higgins
- 1955 Douglas Hugh Everett, George Wallace Kenner
- 1956 Ernest Alexander Rudolf Braude, Geoffrey Gee
- 1957 Richard Maling Barrer, Basil Lythgoe
- 1958 James Baddiley, George Porter
- 1959 Charles Kemball, Peter Pauson
- 1960 Ronald Nyholm, Ralph Raphael
- 1961 Joseph Chatt, Bernard Henbest
- 1962 Alan Battersby, Rex Richards
- 1963 Victor M. Clark, Aubrey Trotman-Dickenson
- 1964 A. David Buckingham, Franz Sondheimer
- 1965 Brian Thrush, Mark C. Whiting
- 1966 Norman Greenwood, Basil Weedon
- 1967 Richard Clive Cookson, Jack Lewis
- 1968 Robert Haszeldine, David W. Turner
- 1969 William David Ollis, Robert Williams
- 1970 Leslie Crombie, Ronald Mason
- 1971 John Cadogan, F. Gordon A. Stone
- 1972 Alan Carrington, Michael F. Lappert
- 1973 Charles Wayne Rees, John Meurig Thomas
- 1974 Gordon W. Kirby, Bernard L. Shaw
- 1975 Alan R. Katritzky, John White
- 1976 Richard Norman, Meirion Wyn Roberts
- 1977 Neville B. H. Jonathan, Karl Howard Overton
- 1978 James K. Sutherland, James Johnson Turner
- 1979 John Albery, Jack Baldwin, Peter Maitlis
- 1980 Edward W. Abel, Ian Fleming, Roger Grice
- 1981 Harold Kroto, Jon McCleverty, Andrew Pelter
- 1982 C. Robin Ganellin, Malcolm Green, John Philip Simons
- 1983 Robin Clark, Ian William Murison Smith, Dudley Howard Williams
- 1984 David Thomas Clark, Ian O. Sutherland, Alfred Geoffrey Sykes
- 1985 David Garner, Ronald Grigg, J. H. Pritchard
- 1986 Mark Child, Brian T. Heaton, Robert Ramage
- 1987 David Husain, Anthony Kirby, Kenneth Wade
- 1988 Brian F. G. Johnson, David Anthony King, Steven V. Ley
- 1989 Anthony Charles Legon, Michael Mingos, Jim Staunton
- 1990 John M. Brown, Martyn Poliakoff, Robert K. Thomas
- 1991 Graham Fleming, John Forster Nixon, Gerald Pattenden
- 1992 Selby Albert Richard Knox, Philip Kocienski, Robin Perutz
- 1993 Peter Edwards, Paul Madden, Douglas W. Young
- 1994 Anthony Barrett, Robert J. Donovan, John Evans
- 1995 Jeremy K. Burdett, Anthony J. Stace, Eric James Thomas
- 1996 Michael Ashfold, James Feast, David W. H. Rankin
- 1997 David Clary, Stephen G. Davies, David E. Fenton
- 1998 Geoffrey Cloke, Dominic Tildesley, William B. Motherwell
- 1999 Jonathan N. L. Connor, A. Guy Orpen, Richard John Kenneth Taylor
- 2000 David J. Cole-Hamilton, Christopher J. Moody, Klaus Müller-Dethlefs
- 2001 Lynn Gladden, Martin Schröder, Thomas J. Simpson
- 2002 Anthony P. Davis, John Goodby, Peter Anthony Tasker
- 2003 Andrew Holmes, David Parker, Stephen Keith Scott
- 2004 Patrick William Fowler, Timothy C. Gallagher, Vernon C. Gibson
- 2005 Paul D. Beer, Richard G. Compton,  David W. Knight
- 2006 David O’Hagan, John M. C. Plane, Matthew Rosseinsky
- 2007 Kenneth David Maclean Harris, David Logan, Nigel Simon Simpkins
- 2008 Varinder Aggarwal, Colin D. Bain, Ian Manners
- 2009  Andrew Orr-Ewing, Ian Paterson, Christopher Hunter
- 2009/2010 Philip N. Bartlett, Peter Bruce, Philip Page[1]
- 2010 Duncan Bruce, David Leigh, Kosmas Prassides
- 2011 Jeremy Hutson, John Sutherland, Richard Winpenny
- 2012 Harry Anderson, James R. Durrant, Patrick Unwin
- 2013 Steven Armes, Eleanor Campbell, Steven Nolan
- 2014 Andrew Ian Cooper, Guy Lloyd-Jones, Iain McCulloch
- 2015 Mark Bradley,  Leroy Cronin, David J. Wales
- 2016 Véronique Gouverneur, Dermot O’Hare, Ivan Parkin
- 2017 Jas Pal Badyal, Lucy Carpenter, Neil McKeown
- 2018 Euan Brechin, Jonathan Clayden, Simon Duckett
- 2019 Russell E. Morris, Eric Mcinnes, James Naismith
- 2020 Christiane Timmel, Stephen Liddle, Jianliang Xiao
- 2021 Jonathan Reid, Jonathan W. Steed, Charlotte Williams
- 2022 Timothy Donohoe, Christopher Hardacre, David K. Smith
- 2023 Craig Banks, Darren Dixon, Julie Macpherson
- 2024 Claire Carmalt, Erwin Reisner, Alessandro Troisi[2]